# PCM1
El material pericentriolar 1, también conocido como PCM1, es una proteína que en humanos está codificada por el gen PCM1.

## Función
La proteína PCM1 se identificó originalmente en virtud de su asociación distinta dependiente del ciclo celular con el complejo centrosoma y los microtúbulos. La proteína parece asociarse con el complejo centrosoma durante el ciclo celular. La disociación ocurre durante la mitosis cuando PCM1 se dispersa por toda la célula. Los estudios de inmunomarcaje realizados encontraron que PCM1 estaba presente en satélites centriolares y en gránulos densos en electrones entre 70 y 100 nm de diámetro. Originalmente se pensó que estaban dispersos solo alrededor de los centrosomas, pero estudios posteriores demostraron que PCM1 también se encontraba en todo el citoplasma.
Se demostró que PCM1 es esencial para la división celular porque los anticuerpos de PCM1 provocan la detención del ciclo celular cuando se microinyectan en huevos murinos fertilizados. La selección de centrina, pericentrina y nineina también se redujo drásticamente después del agotamiento de PCM1 utilizando ARNip, sobreexpresión de mutantes de deleción de PCM1 y microinyección de anticuerpos de PCM1. Como resultado de este agotamiento, se encontró que la organización radial de los microtúbulos estaba alterada, pero no pareció afectar la nucleación de los microtúbulos.

## Estructura
PCM1 tiene cuatro transcripciones conocidas, la más larga de las cuales tiene 39 exones. El marco de lectura abierto de PCM1 codifica una proteína de 2024 aminoácidos. La proteína contiene regiones en espiral entre áreas de baja complejidad, así como un dominio de trifosfato de adenosina ( ATP ) / GTPasa, un dominio de localización nuclear y un dominio de molibdopterina eucariota. El dominio de unión a molibdopterina eucariota se encuentra actualmente en solo otros cinco genes humanos, xantina deshidrogenasa, sulfito oxidasa (precursor mitocondrial), aldehído oxidasa, precursor del receptor de eritropoyetina y el casete de unión a ATP, subfamilia A, miembro 2 ( ABCA2 ).

## Distribución de tejidos
Se ha descubierto que la expresión de ARNm de PCM1 en el cerebro de ratón es mayor en el hipocampo . En los seres humanos, se expresa por encima del nivel medio de expresión del sistema nervioso central (SNC) en la mayor parte del cerebro.

## Significación clínica
Se ha demostrado que las mutaciones en el gen PCM1 causan susceptibilidad genética a la esquizofrenia. Si se hereda un cambio de aminoácido de isoleucina en PCM1, se encontró que el riesgo de desarrollar esquizofrenia era del 68% en dos muestras independientes del sur de Inglaterra y Escocia. Esto significa que ahora puede ser posible ofrecer asesoramiento genético muy limitado a una pequeña proporción de personas con esquizofrenia que también son portadoras de esta mutación.
PCM1 forma un complejo en el centrosoma con alteración en la esquizofrenia 1 (DISC1) y proteína del síndrome de Bardet-Biedl 4 (BBS4), que proporciona un vínculo entre PCM1 aberrante y el desarrollo cortical anormal asociado con la patología de la esquizofrenia.

## Interacciones
Se ha demostrado que PCM1 interactúa con PCNT .